# Верховные комиссары Палестины
Верховные комиссары Палестины — высшие должностные лица, уполномоченные представлять Соединённое Королевство в британской подмандатной Палестине в период с 1920 по 1948 гг. Местом их резиденции был Иерусалим.
Список британских верховных комиссаров Палестины
| Комиссар                                                   | Фото                          | Начало правления              | Конец правления               | Примечания                              |                               |
| Верховные комиссары Палестины                              | Верховные комиссары Палестины | Верховные комиссары Палестины | Верховные комиссары Палестины | Верховные комиссары Палестины           | Верховные комиссары Палестины |
| ---------------------------------------------------------- | ----------------------------- | ----------------------------- | ----------------------------- | --------------------------------------- | ----------------------------- |
| Герберт Самуэль Herbert Louis Samuel                       |                               | 1 июля 1920                   | 30 июня 1925                  | Сэр, 1 виконт Самуэль                   |                               |
| Герберт Онслоу Пламер Herbert Onslow Plumer                |                               | 30 июня 1925                  | 31 июля 1928                  | Ушёл в отставку                         |                               |
| Гарри Чарльз Люк (и. о.) Harry Charles Luke                |                               | 31 июля 1928                  | 6 декабря 1928                | Сэр, исполняющий обязанности            |                               |
| Джон Ченслор John Chancellor                               |                               | 6 декабря 1928                | 1 ноября 1931                 | Сэр                                     |                               |
| Марк Янг (и. о.) Mark Aitchison Young                      |                               | 1 ноября 1931                 | 20 ноября 1931                | Сэр, исполняющий обязанности            |                               |
| Артур Гренфелл Уокоп Уокоп, Артур Гренфелл                 |                               | 20 ноября 1931                | 1 марта 1938                  | Сэр                                     |                               |
| Уильям Денис Баттерсхилл (и. о.) William Denis Battershill |                               | сентябрь 1937                 | 24 ноября 1937                | Сэр, исполняющий обязанности при Уокопе |                               |
| Гарольд МакМайкл Harold MacMichael                         |                               | 3 марта 1938                  | 30 августа 1944               | Сэр                                     |                               |
| Джон Стендиш Горт John Vereker, 6th Viscount Gort          |                               | 1 ноября 1944                 | 5 ноября 1945                 | 6 виконт Горт                           |                               |
| Алан Каннингем Alan Cunningham                             |                               | 21 ноября 1945                | 14 мая 1948                   | Сэр                                     |                               |